# 爱德华二世 (巴尔伯爵)
巴尔伯爵爱德华二世（德語：Eduard II, Graf von Bar，1340年—1352年），1344年—1352年在位，巴尔伯爵亨利四世长子。即位之初由其母当皮埃尔的约兰德摄政至1349年。其本人无嗣，由其同父同母弟弟罗伯特继任巴尔伯爵。